# 2004 v loďstvech
Tento článek obsahuje významné události v oblasti loďstev v roce 2004.

## Lodě vstoupivší do služby
- 4. února –  INS Karmuk (P64) – korveta třídy Kora[1]

- 11. března –  Tchien Tan (FFG-1110) – fregata třídy Čcheng-kung

- 18. března –  Makinami (DD-112) – torpédoborec třídy Takanami

- 29. května –  USS Pinckney (DDG-91) – torpédoborec třídy Arleigh Burke[2]

- 26. června –  HMAS Ballarat (FFH 155) – fregata třídy Anzac

- Červenec –  Absalon (L16) – podpůrná loď stejnojmenné třídy

- 7. července –  INS Betwa (F25) – fregata třídy Brahmaputra[3]

- 31. července –  INS Tabar (F44) – fregata třídy Talwar[4]

- 28. srpna –  USS Momsen (DDG-92) – torpédoborec třídy Arleigh Burke[5]

- 9. září –  USS Texas (SSN-775) – ponorka třídy Virginia[6]

- 18. září –  USS Chung-Hoon (DDG-93) – torpédoborec třídy Arleigh Burke[7]

- 20. října –  ORP Kondor – ponorka třídy Kobben[8]

- prosincec –  Blas de Lezo (F103) – fregata třídy Álvaro de Bazán

- 10. prosince –  HMS Bulwark (L15) – výsadkové plavidlo (Landing Platform Dock) třídy Albion

- 4. prosince –  Sachsen (F219) – fregata třídy Sachsen

- 11. prosince –  USS James E. Williams (DDG-95) – torpédoborec třídy Arleigh Burke[9]

- 13. prosince –  Hamburg (F220) – fregata třídy Sachsen